# Lecidoma demissum
Lecidoma demissum är en lavart som först beskrevs av Rutstr., och fick sitt nu gällande namn av Gotth. Schneid. & Hertel. Lecidoma demissum ingår i släktet Lecidoma och familjen Lecideaceae.  Arten är reproducerande i Sverige. Inga underarter finns listade i Catalogue of Life.